# Польський патріотичний клуб
Патріотичний клуб (пол. Klub Patriotyczny) або Патріотичне товариство (пол. Towarzystwo Patriotyczne) — організація, створена 1 грудня 1830 року у Варшаві під час Листопадового повстання 1830—1831 років, президентом якого був Йоахим Лелевель, вимагаючи збройної боротьби за незалежність Польщі, захист громадянських свобод та соціальні реформи.
Патріотичний клуб був створений за ініціативою учасників змови Пйотра Висоцького — Мауриція Мохнацького, Людвіка Набєляка, Ксаверія Броніковського, Юзефа Козловського та Яна Людвіка Жуковського, що зібралися у варшавській Ратуші. Лівих поглядів у Патріотичному товаристві дотримувалися — віце-президент клубу Тадеуш Креповецький, ксьондз Александр Пуласький, Ян Чинський та вищезгаданий Юзеф Козловський.
Товариство вимагало активізації військової діяльності та перетворення Адміністративної ради у Національний уряд. Адміністративна рада піддалася цьому тиску та делгувала до його складу деяких лідерів Товариства (включно з Мохнацьким та Броніковським). Однак це викликало різкі протести консерваторів. З огляду на збройний напад на клуб аристократичних ополченців Громадського клубу Александра Вєлопольського та Почесної варти Кристина Ширми, 4 грудня Товариство було розпущено новоствореним Тимчасовим урядом Листопадового повстання.
19 січня 1831 року воно відновило свою діяльність під керівництвом Йоахима Лелевела. 25 січня під тиском демонстрацій, організованих Товариством, сейм ухвалив постанову про детронізацію російського імператора Миколу I, яка формально позбавила Миколу I прав на трон Королівства Польського. Товариство вимагало збільшення військових операцій і вважало основною метою Польщі незалежність у кордонах 1772 року. У нього не було конкретної політичної та соціальної програми, хоча воно вказувало на необхідність зміни соціальних відносин на селі. Однак серед її членів не було єдиної думки щодо типу реформ та часу їх проведення.
Під час військової кризи Листопадове повстання товариство вимагало продовження боротьби проти Російської імперії шляхом організації масових акцій громадянської непокори у Варшаві. Під час однієї з них, 15 серпня 1831 року, відбувся лінч шпигунів та колишніх генералів Великого князя Костянтина Павловича. Ці хвилювання спричинили ліквідацію Товариства 17 серпня диктатором повстання, генералом Яном Круковецьким.